# Baldassarre di Meclemburgo
Baldassarre di Meclemburgo (1451 – Wismar, 16 marzo 1507) è stato un vescovo cattolico tedesco.
Era il quarto figlio di Enrico IV di Meclemburgo-Schwerin e della di lui consorte Dorotea di Brandeburgo.

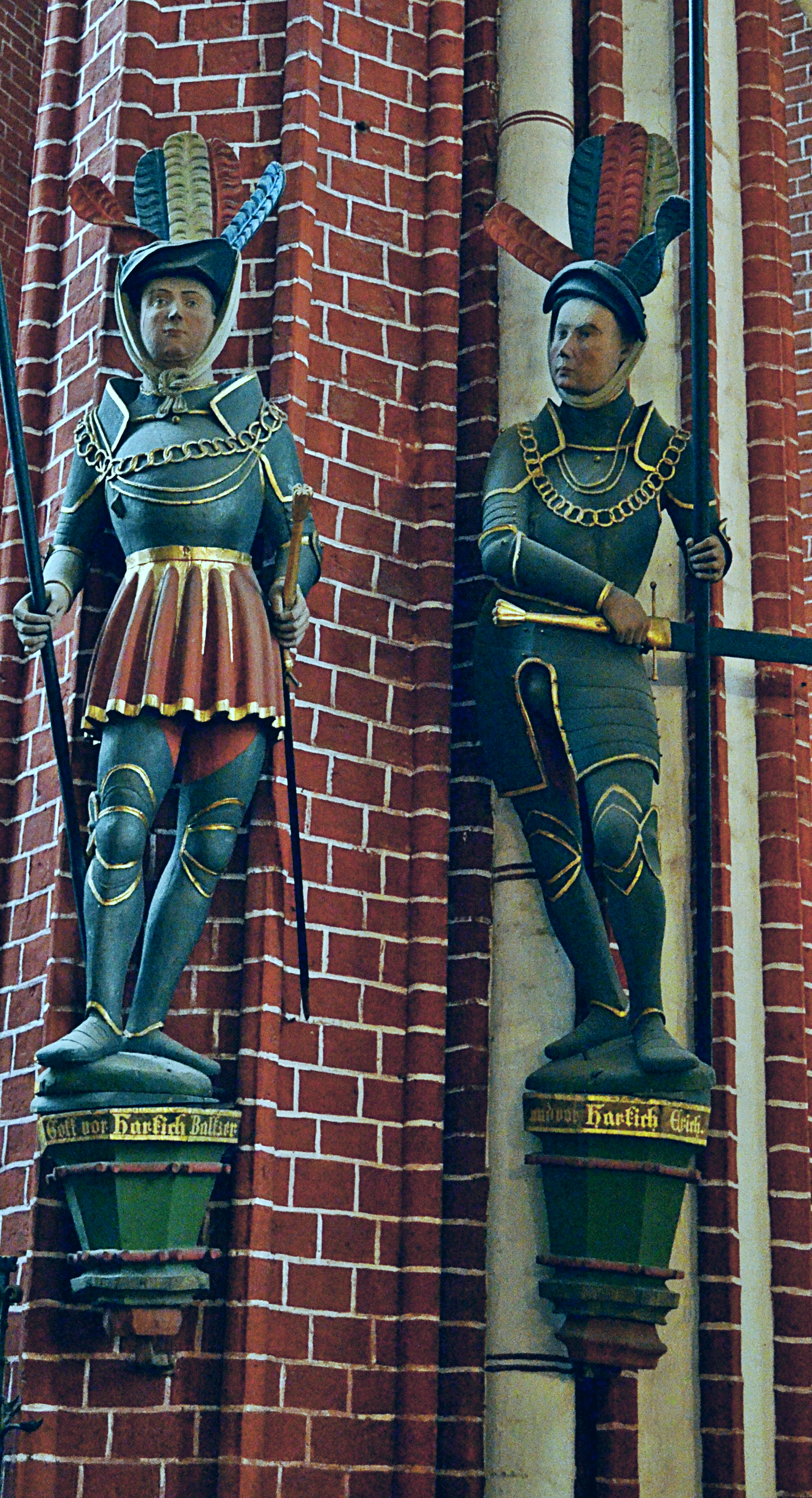

## Biografia
Già maggiorenne, egli scelse la carriera ecclesiastica. Negli anni fra il 1471 e 1474 divenne coadiutore del vescovo di Hildesheim e dal 1474 al 1479 amministratore apostolico della diocesi di Schwerin. Non molto soddisfatto di come erano andate le cose, tornò allo stato laicale. Il 13 gennaio 1480 vi fu un accordo di spartizione, con la mediazione delle madre, tra lui ed il fratello Magnus II. Il fratello Alberto VI ottenne una grossa parte del principato di Werle, mentre a Baldassarre e Magnus rimase l'amministrazione della rimanente parte del Meclemburgo. Dopo la morte del fratello Magnus, egli amministrò il Paese insieme ai suoi nipoti, senza ottenerne sensibili vantaggi. Morì a Wismar nel 1507 e la sua salma venne inumata nel monastero di Bad Doberaner.

## Matrimonio
Nel 1487 sposò Margherita di Pomerania, figlia di Eric II di Pomerania-Wolgast, ma la coppia non ebbe discendenti.

## Onorificenze
Nel 1479, nella Basilica del Santo Sepolcro a Gerusalemme, venne insignito del titolo di cavaliere dell'Ordine equestre del Santo Sepolcro di Gerusalemme.

## Ascendenza
|                                     |                          |                                 | Genitori                            |  |  | Nonni |  |  | Bisnonni                         |  |  | Trisnonni                 |  |
|                                     |                          |                                 |                                     |  |  |       |  |  | Magnus I di Meclemburgo-Schwerin |  |  | Alberto II di Meclemburgo |  |
|                                     |                          |                                 |                                     |  |  |       |  |  | Magnus I di Meclemburgo-Schwerin |  |  | Alberto II di Meclemburgo |  |
|                                     |                          | Eufemia di Svezia               |                                     |  |  |       |  |  | Magnus I di Meclemburgo-Schwerin |  |  |                           |  |
| Giovanni IV di Meclemburgo-Schwerin |                          |                                 |                                     |  |  |       |  |  | Magnus I di Meclemburgo-Schwerin |  |  |                           |  |
|                                     |                          | Elisabetta di Pomerania-Wolgast | Barnim IV di Pomerania              |  |  |       |  |  |                                  |  |  |                           |  |
|                                     |                          | Elisabetta di Pomerania-Wolgast | Barnim IV di Pomerania              |  |  |       |  |  |                                  |  |  |                           |  |
|                                     |                          | Elisabetta di Pomerania-Wolgast | Sofia di Werle                      |  |  |       |  |  |                                  |  |  |                           |  |
| Enrico IV di Meclemburgo-Schwerin   |                          | Elisabetta di Pomerania-Wolgast |                                     |  |  |       |  |  |                                  |  |  |                           |  |
|                                     |                          | Eric IV di Sassonia-Lauenburg   | Eric II di Sassonia-Lauenburg       |  |  |       |  |  |                                  |  |  |                           |  |
|                                     |                          | Eric IV di Sassonia-Lauenburg   | Eric II di Sassonia-Lauenburg       |  |  |       |  |  |                                  |  |  |                           |  |
|                                     |                          | Eric IV di Sassonia-Lauenburg   | Agnese di Schauenburg-Holstein-Plön |  |  |       |  |  |                                  |  |  |                           |  |
| Caterina di Sassonia-Lauenburg      |                          | Eric IV di Sassonia-Lauenburg   |                                     |  |  |       |  |  |                                  |  |  |                           |  |
|                                     |                          | Sofia di Brunswick-Wolfenbüttel | Magnus II di Brunswick-Wolfenbüttel |  |  |       |  |  |                                  |  |  |                           |  |
|                                     |                          | Sofia di Brunswick-Wolfenbüttel | Magnus II di Brunswick-Wolfenbüttel |  |  |       |  |  |                                  |  |  |                           |  |
|                                     |                          | Sofia di Brunswick-Wolfenbüttel | Caterina di Anhalt-Bernburg         |  |  |       |  |  |                                  |  |  |                           |  |
| Baldassarre di Meclemburgo          |                          | Sofia di Brunswick-Wolfenbüttel |                                     |  |  |       |  |  |                                  |  |  |                           |  |
|                                     | Federico V di Norimberga | Giovanni II di Norimberga       |                                     |  |  |       |  |  |                                  |  |  |                           |  |
|                                     | Federico V di Norimberga | Giovanni II di Norimberga       |                                     |  |  |       |  |  |                                  |  |  |                           |  |
|                                     | Federico V di Norimberga | Elisabetta di Henneberg         |                                     |  |  |       |  |  |                                  |  |  |                           |  |
| Federico I di Brandeburgo           | Federico V di Norimberga |                                 |                                     |  |  |       |  |  |                                  |  |  |                           |  |
|                                     |                          | Elisabetta di Meißen            | Federico II di Meißen               |  |  |       |  |  |                                  |  |  |                           |  |
|                                     |                          | Elisabetta di Meißen            | Federico II di Meißen               |  |  |       |  |  |                                  |  |  |                           |  |
|                                     |                          | Elisabetta di Meißen            | Matilde di Baviera                  |  |  |       |  |  |                                  |  |  |                           |  |
| Dorotea di Brandeburgo              |                          | Elisabetta di Meißen            |                                     |  |  |       |  |  |                                  |  |  |                           |  |
|                                     |                          | Federico di Baviera-Landshut    | Stefano II di Baviera               |  |  |       |  |  |                                  |  |  |                           |  |
|                                     |                          | Federico di Baviera-Landshut    | Stefano II di Baviera               |  |  |       |  |  |                                  |  |  |                           |  |
|                                     |                          | Federico di Baviera-Landshut    | Isabella d'Aragona                  |  |  |       |  |  |                                  |  |  |                           |  |
| Elisabetta di Baviera-Landshut      |                          | Federico di Baviera-Landshut    |                                     |  |  |       |  |  |                                  |  |  |                           |  |
|                                     |                          | Maddalena Visconti              | Bernabò Visconti                    |  |  |       |  |  |                                  |  |  |                           |  |
|                                     |                          | Maddalena Visconti              | Bernabò Visconti                    |  |  |       |  |  |                                  |  |  |                           |  |
|                                     |                          | Maddalena Visconti              | Beatrice Regina della Scala         |  |  |       |  |  |                                  |  |  |                           |  |
|                                     |                          | Maddalena Visconti              |                                     |  |  |       |  |  |                                  |  |  |                           |  |